# XIII dynastia
XIII dynastia – panująca w XVIII i 1 poł. XVII w. p.n.e. dynastia (faktycznie co najmniej pięć odrębnych „dynastii”) władców starożytnego Egiptu, rezydujących początkowo w Iczi-taui (dziś wioska Liszt na południe od Kairu), a następnie w Tebach. Rywalizowali oni z panującymi równolegle w Delcie władcami zaliczanymi do XIV dynastii, następnie zaś z najeźdźcami hyksoskimi (XV dynastia). Jej kontynuacją jest XVII dynastia tebańska. Listy królewskie wymieniają ponad 50 należących do niej królów, lecz kolejność i lata ich rządów stanowią nieprzerwany temat dyskusji specjalistów. Podstawą rekonstrukcji imion oraz kolejności władców są względnie nieźle zachowane fragmenty Kanonu Turyńskiego (pozycje od 7.5 do 8.28). Istnieją jednak wśród badaczy rozbieżności dotyczące identyfikacji poszczególnych faraonów oraz sposobu zapełnienia ewentualnych luk w tym dokumencie. W starszej literaturze przedmiotu przyjęło się na przykład, iż pierwszym królem XIII dynastii jest Chutauire Ugaf. Nowsze publikacje – idąc za rekonstrukcją tego fragmentu Kanonu Turyńskiego zaproponowaną przez Kima Ryholta – zamieniają tego władcę miejscami z królem Sechemre Chutaui Sebekhotep (I). Poniższa tabela bazuje na rekonstrukcji Kima Ryholta:
| Drugi Okres Przejściowy – XIII dynastia |                                         |                      |                         |                                                              |                                                                                    | |
| Władca                                  | Lata panowania p.n.e. (wg Kima Ryholta) | Nomen                | Prenomen                | Żony                                                         | Miejsce pochówku                                                                   | Uwagi |
| Sobekhotep I (Sebekhotep)               | 1803–1800                               | Amenemhat Sobekhotep | Sechemre Chutaui        |                                                              | ?                                                                                  | |
| Amenemhat Senbef                        | 1800–1796                               | Amenemhat Senbef     | Sechemkare              |                                                              | ?                                                                                  | |
| Nerikare                                | 1796                                    | ?                    | Nerikare                |                                                              | ?                                                                                  | Kanon turyński wspomina o sześcioletnim bezkrólewiu po Amenemhacie Senbefie. Kim Ryholt skraca ten okres i umieszcza w nim Nerikare |
| Amenemhat V                             | 1796–1793                               | Amenemhat            | Sechemkare              |                                                              | ?                                                                                  | |
| Ameni Kemau                             | 1793–1791                               | Ameni Kemau          | ?                       |                                                              | Piramida w Dahszur                                                                 | Patrz niżej: Sehetepibre |
| Hornedżheriotef                         | 1791–1788                               | Hornedżheriotef      | Hetepibre (Sehetepibre) |                                                              | ?                                                                                  | |
| Jufeni                                  | 1788                                    | ?                    | Jufeni                  |                                                              | ?                                                                                  | |
| Amenemhat VI                            | 1788–1785                               | Amenemhat            | Sanchibre               |                                                              | ?                                                                                  | |
| Nebnun                                  | 1785–1783                               | Nebnun               | Semenkare               |                                                              | ?                                                                                  | |
| Sehetepibre                             | 1783–1781                               | ?                    | Sehetepibre             |                                                              | ?                                                                                  | Oddzielny władca według Kima Ryholta. Inni badacze sądzą, że Sehetepibte to prenomen Ameni Kemau |
| Suadżkare                               | 1781                                    | ?                    | Suadżkare               |                                                              | ?                                                                                  | |
| Nedżemibre                              | 1780                                    | ?                    | Nedżemibre              |                                                              | ?                                                                                  | |
| Sobekhotep II (Sebekhotep)              | 1780–1777                               | Sobekhotep           | Chaanchre               |                                                              | ?                                                                                  | |
| Renseneb                                | 1777                                    | Renseneb             | ?                       |                                                              | ?                                                                                  | |
| Hor I                                   | 1777–1775                               | Hor                  | Auibre                  | Nubhotepi (?)                                                | Pochowany w grobie szybowym po północnej stronie piramidy Amenemhata III w Dahszur | |
| Sechemre Chutaui                        | 1775–1772                               | Panczeni (?)         | Sechemre Chutaui        |                                                              | ?                                                                                  | |
| Dżedcheperu                             | 1772–1770                               | Neb...ure (?)        | ...ka re                |                                                              | ?                                                                                  | Oddzielny władca według Kima Ryholta. W starszych opracowaniach imię horusowe Dżedcheperu, imię nebti Dżedmesut oraz imię Złotego Horusa Bikaa przypisywane są Chendżerowi |
| Sebekai                                 | 1770–1769                               | Sebekai              | ?                       |                                                              | ?                                                                                  | Faraon umieszczany najczęściej w XIII dynastii. Odkrycie grobu króla Seneb Kaj (zaliczanego do XVI dynastii lub dynastii z Abydos) sprawia, że bardzo prawdopodobna jest hipoteza, iż forma Sebekai jest tylko błędną pisownią tego imienia. Natomiast według Kima Ryholta mogło być nawet dwóch następujących po sobie faraonów: Seb oraz Kai, przodków Amenemhata VII syna Kai |
| Amenemhat VII                           | 1769–1766                               | (Syn) Kai Amenemhat  | Sedżefakare             |                                                              | ?                                                                                  | Kai to przypuszczalnie imię ojca |
| Wegaf (Ugaf)                            | 1766–1764                               | Ugaf                 | Chutauire               |                                                              | ?                                                                                  | |
| Chendżer                                | 1764–1759                               | Chendżer             | Userkare                | Seneb[henas?]                                                | Piramida w Sakkara                                                                 | |
| Imiramesza                              | 1759–?                                  | Imiramesza           | Semenchkare             | Aya (Iy)? (jeśli nie była żoną Antefa IV)                    | ?                                                                                  | |
| Antef IV                                | ?–?                                     | Antef                | Sehetepkare             | Aya (Iy)? (jeśli nie była żoną Imirameszy)                   | ?                                                                                  | |
| Seth I                                  | ?–1749                                  | ...ibre Seth         | ?                       |                                                              | ?                                                                                  | |
| Sobekhotep III (Sebekhotep)             | 1749–1742                               | Sobekhotep           | Sechemre Suadżtaui      | Senebhenas, Neni                                             | ?                                                                                  | |
| Neferhotep I                            | 1742–1731                               | Neferhotep           | Chaisechemre            | Senebsen                                                     | Grób w Abydos                                                                      | |
| Sahathor                                | 1733                                    | Sahathor             | Menuadżre               |                                                              | ?                                                                                  | Efemeryczny koregent swojego brata Neferhotepa I |
| Sobekhotep IV (Sebekhotep)              | 1732–1720                               | Sobekhotep           | Chaineferre             | Tjan (Czin)                                                  | Grób w Abydos                                                                      | Brat Neferhotepa I i Sahathora |
| Sobekhotep V (Sebekhotep)               | 1720–1717                               | Sobekhotep           | Merihotepre             | Nubchaes (?) (jeśli nie była żoną Sobekhotepa VI albo Jaiba) | ?                                                                                  | |
| Sobekhotep VI (Sebekhotep)              | 1717–1712                               | Sobekhotep           | Chaihotepre             | Nubchaes (?) (jeśli nie była żoną Sobekhotepa V albo Jaiba)  | ?                                                                                  | |
| Jaib                                    | 1712–1701                               | Jaib                 | Uahibre                 | Nubchaes (?) (jeśli nie była żoną Sobekhotepa V albo VI)     | ?                                                                                  | |
| Aj I (Eje I)                            | 1701–1677                               | Aj                   | Merineferre             | Inni (?)                                                     | Piramida w Sakkara (?)                                                             | Ostatni król, którego panowanie zaświadczone jest zarówno w Górnym, jak i w Dolnym Egipcie |
| Ini I                                   | 1677–1675                               | Ini                  | Meriitepre              |                                                              | ?                                                                                  | |
| Sanchenre Suadżetu                      | 1675–1672                               | Sanchenre Suadżetu   | ?                       |                                                              | ?                                                                                  | |
| Ined (Neferhotep II)                    | 1672–1669                               | Ined (Neferhotep)    | Merisechemre            |                                                              | ?                                                                                  | Zdaniem von Beckeratha Merisechemre Ined tożsamy jest z Merisechemre Neferhotepem |
| Hori (Hor II)                           | 1669–1664                               | Hori                 | Suadżkare               |                                                              | ?                                                                                  | |
| Sobekhotep VII (Sebekhotep)             | 1664–1662                               | Sobekhotep           | Merikaure               |                                                              | ?                                                                                  | |

Poniżej przedstawiono listę prawdopodobnych władców, których przynależność do XIII, czy też XIV albo XVI dynastii jest problematyczna. Według Papirusu Turyńskiego, po XII dynastii nastąpił okres panowania niezliczonej ilości władców, a zmiany na tronie następowały po kilku latach, miesiącach, a nawet dniach.
| Drugi Okres Przejściowy – XIII, XIV lub XVI dynastia |                       |                         |                           |                  | |
| Władca                                               | Lata panowania p.n.e. | Nomen                   | Prenomen                  | Miejsce pochówku | Uwagi |
| Ibi II                                               | ?                     | Ibi                     | ?                         | ?                | |
| Aakeni                                               | ?                     | Aakeni                  | ?                         | ?                | Imię to, znaczące „Dzielny osioł”, zdaniem von Beckeratha jest celowym zniekształceniem przez kopistów imienia „Set jest dzielny” |
| Didumes                                              | ?                     | [Didu(?)]mes            | Dżedneferre (Dżedhotepre) | ?                | Jeden lub dwóch władców o tym imieniu. Utożsamiany jest z nim czasami wspomniany przez Manetona Tutimajos                         |
| Ibi III                                              | ?                     | Ibi                     | ...maatre                 | ?                | |
| Hor III                                              | ?                     | Hor                     | ...ubenre                 | ?                | |
| Se...kare                                            | ?                     | ?                       | Se...kare                 | ?                | |
| Senebmiu                                             | ?                     | Senebmiu                | Suahenre                  | ?                | |
| Sechaenre                                            | ?                     | ?                       | Sechaenre                 | ?                | |
| Mericheperre                                         | ?                     | ?                       | Mericheperre              | ?                | |
| Merikare                                             | ?                     | ?                       | Merikare                  | ?                | |
| Senuseret IV (Sezostris IV)                          | ?                     | Senuseret               | Seneferibre               | ?                | |
| Montuemsaf                                           | ?                     | Montuemsaf              | Dżedanchre                | ?                | |
| Neferhotep III                                       | ?                     | Neferhotep (Ihernofret) | Sechemre Sanchtaui        | ?                | |
| Mentuhotep V                                         | ?                     | Mentuhotep              | Merianchre                | ?                | |
| Usermontu                                            | ?                     | Usermontu               | ?                         | ?                | |
| Sobekhotep VIII (Sebekhotep)                         | ?                     | Sobekhotep              | Sechemre Seusertaui       | ?                | |
| Ini II                                               | ?                     | Ini                     | Meriszepsesre             | ?                | |
| Mentuhotep VI                                        | ?                     | Mentuhotep              | Suadżre                   | ?                | |
| Senaib                                               | ?                     | Senaib                  | Menchaure                 | ?                | |
| Sobekhotep IX (Sebekhotep)                           | ?                     | Sobekhotep              | Maare                     | ?                | |
| Upuautemsaf                                          | ?                     | Upuautemsaf             | Sechemre Neferchau        | ?                | |
| Meritaui                                             | ?                     | ?                       | ?                         | ?                | Znamy wyłącznie imię horusowe tego faraona: Hor Meritaui                                                                          |
| Chuiiker                                             | ?                     | Chuiiker                | ?                         | ?                | |
| Seanchptah                                           | ?                     | Seanchptah              | Sechekaenre               | ?                | |
| Sakare                                               | ?                     | Sa(?)kare               | ?                         | ?                | |